# Tour Noir
Tour Noir – szczyt w Masywie Mont Blanc, w grupie górskiej Argentière. Leży na granicy między Francją (departament Górna Sabaudia), a Szwajcarią (kanton Valais). Szczyt można zdobyć ze schronisk Refuge d'Argentiere (2771 m) po stronie francuskiej oraz z Cabane de l'A Neuve (2735 m) po stronie szwajcarskiej.
Pierwszego wejścia dokonali E. Javelle, F.F. Turner, J. Moser i F. Tournier 3 sierpnia 1876 r.